# Eliezer Berkovits

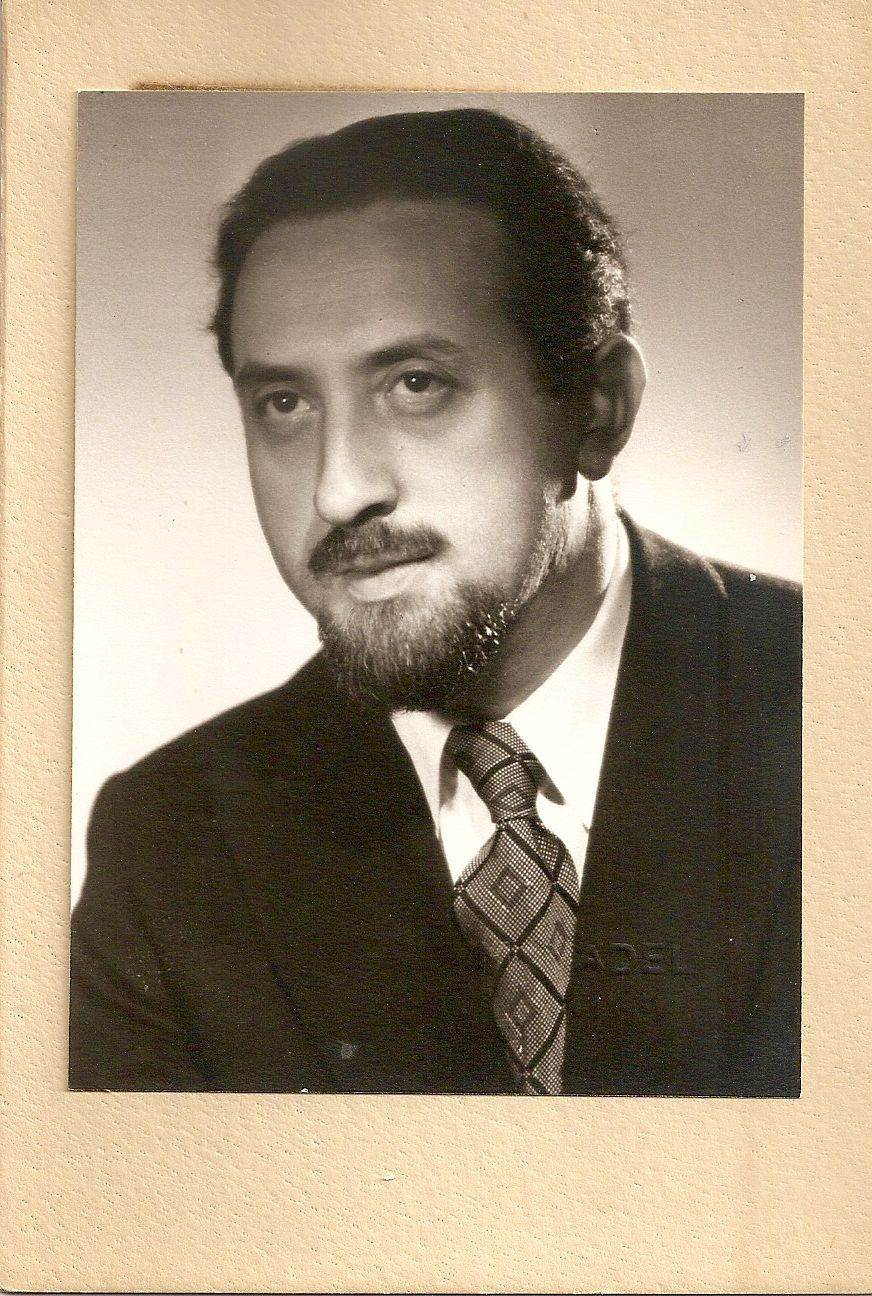
Eliezer Berkovits (1950)

Eliezer Berkovits (geboren als Ladislaus Berkovits am 8. September 1908 in Nagyvárad, Österreich-Ungarn; gestorben am 25. August 1992 in Jerusalem) war ein US-amerikanischer und israelischer Rabbiner und Religionsphilosoph.

## Leben
Ladislaus Berkovits wuchs in Siebenbürgen (Österreich-Ungarn) auf. Nach einem Jeschiwa-Studium in Oradea, Klausenburg, Preßburg und Frankfurt am Main zog er nach Berlin und setzte seine Studien am dortigen Rabbinerseminar Esriel Hildesheimers fort. An der Friedrich-Wilhelms-Universität zu Berlin studierte er Philosophie und promovierte 1933. 1934 wurde er zum Rabbiner ordiniert. Bis 1939 amtierte er als Rabbiner an der Synagoge Pestalozzistraße (Berlin); die Erfahrung der Entrechtung und Verfolgung des deutschen Judentums in NS-Deutschland prägten ihn. Er emigrierte nach Großbritannien und war von 1940 bis 1946 Rabbiner in Leeds, dann von 1946 bis 1950 Rabbiner im australischen Sydney. Von 1950 bis 1958 hatte er eine Rabbinerstelle in Boston inne. Danach war er als Professor für Jüdische Philosophie am Hebrew Theological College in Skokie, Illinois, tätig. Hier entstanden die meisten seiner theologischen und religionsphilosophischen Werke. 1975 wanderte er nach Israel ein und lebte danach in Jerusalem.

## Lehre
Berkovits sah im Holocaust das Versagen der westlichen Zivilisation und damit auch des Christentums, einen „spirituellen Bankrott“. Der Holocaust sei nicht, wie Vertreter des orthodoxen Judentums formulierten, eine Strafe Gottes für sündige Menschen. „Nein: es war absolutes Unrecht. Ein von Gott begünstigtes Unrecht.“
Berkovits bezog sich auf den traditionellen Begriff hebräisch הֶסְתֵר פָּנִים hester panim, das „Verbergen des (göttlichen) Antlitzes.“ Um menschliche Freiheit zu ermöglichen, verberge sich Gott in der Geschichte. Er erdulde den Sünder und gebe damit das Opfer preis. „Deshalb unsere Schlußfolgerung: Wer von Gott Gerechtigkeit verlangt, muß den Menschen aufgeben; wer außer Gerechtigkeit von Gott Liebe und Barmherzigkeit erwartet, muß sich mit dem Leiden abfinden.“
In dem Artikel Crisis and Faith beschrieb Berkovits den Holocaust 1974 als den absoluten Tiefpunkt des göttlichen Plans mit der Welt, das „Exil“ der göttlichen Schechina habe darin seine extreme Steigerung erreicht; dem entspreche die Gründung des Staats Israel als nationales, aber (noch) nicht kosmisches Heilmittel. Berkovits kritisierte die säkularen ebenso wie die religiösen Israelis, weil Israel keine von der Tora geprägte Gesellschaft sei, die Religiösen es aber versäumt hätten, die Halacha der Gegenwart anzupassen.

## Veröffentlichungen (Auswahl)
- Was ist der Talmud?, 3. Auflage, Ner tamid, Frankfurt am Main 1963.
- God, Man and History: a Jewish Interpretation (New York 1959), Jonathan David Publishers, Middle Village 1979.
- Faith after the Holocaust (New York 1973) Maggid Books, New Milford 2019.
- Major Themes in Modern Philosophies of Judaism, 2. Auflage, Ktav, New York 1975.
- Crisis and Faith. In: Tradition: A Journal of Orthodox Jewish Thought (1974), S. 5–19.
- With God in Hell. Judaism in the Ghettos and Death Camps. Sanhedrin Press, New York 1979.
- Not in Heaven. The Nature and Function of Halakha, Ktav, New York 1983.
- The Jewish Woman in Time and Torah, Ktav, New York 1990.